# Личный чемпионат СССР по шахматной композиции 1959
Чемпионат СССР по шахматной композиции 1959 — 5-й личный чемпионат.
П/ф — 612 композиции 80 авторов, опубликованные в 1955 (2-е полугодие) — 1958.

## Двухходовки
П/ф — 228 задач 50 авторов. Финал — 25 задач 19 авторов. 
Судьи: Н. Зелепукин и Л. Лошинский. 
1. В. Гебельт — 47 очков; 

2. И. Драйска — 46; 

3—4. А. Домбровскис и Е. Рухлис — по 45; 
 
5. Ан. Кузнецов — 34½; 
 
6. Л. Загоруйко — 29; 
 
7. К. Жуковин — 25; 
 
8. Н. Великий — 24; 
 
9. Э. Лившиц — 20; 
 
10. Р. Авармаа — 17; 
 
11. Р. Телегин — 14; 
 
12. Ю. Павлов — 10; 
 
13. В. Руденко — 9½; 
 
14. П. Печёнкин — 9; 
 
15. В. Великославский — 8; 
 
16. В. Чепижный — 7½; 
 
17. Мансуров — 6; 
 
18. Ал. Кузнецов — 3½; 

19. Трояновский — 3. 
Лучшая композиция — А. Домбровскис.

## Трёхходовки
П/ф — 114 задач 31 автора. Финал — 25 задач 11 авторов. 
Л. Лошинский и В. Шиф (совместные задачи; Л. Лошинский выступал также самостоятельно). 
Судьи: В. Гебельт и А. Домбровскис. 
1. Л. Лошинский — 114 очков; 

2. Л. Загоруйко — 83; 

3. В. Руденко — 64; 

4. Л. Лошинский и В. Шиф — 55; 

5. В. Брон — 39; 

6. В. Чепижный — 19; 

7. Исарьянов — 12; 

8—9. Ал. Копнин и Ан. Кузнецов — по 7½; 

11. Трояновский — 2; 

12. Н. Минюков — 1. 
Лучшая композиция — Л. Лошинский.

## Многоходовки
П/ф — 106 задач 32 авторов. Финал — 25 задач 13 авторов. 
Судьи: П. Керес и Ал. Копнин. 
1. А. Попандопуло — 135½ очков; 
 
2. Л. Лошинский и В. Шиф — 91½; 

3. Р. Кофман — 35; 

4. В. Брон — 34½; 

5. В. Руденко — 27½; 

6. Пигитс — 21; 

7. П. Печёнкин — 18; 

8. Ведерс— 17½; 

9. З. Бирнов — 13; 

10. И. Драйска — 6; 

11. Розенфельд — 3½; 

12. Е. Рухлис ½. 
Лучшая композиция — Кофман и Попандопуло.

## Этюды
П/ф — 174 этюда 37 авторов. Финал — 26 этюдов 20 авторов. 
В. Корольков и Л. Митрофанов, Ан. Кузнецов и Б. Сахаров (совместные этюды). 
Судьи: Д. Бронштейн, A. Гурвич и A. Казанцев.
1. Г. Каспарян — 119 очков; 

2. В. Корольков и Л. Митрофанов — 63; 

3. А. Сарычев — 43; 

4. Ан. Кузнецов и Б. Сахаров — 38; 

5—6. А. Гербстман и В. Якимчик — по 33; 

7. В. Чеховер — 24; 

8. В. Тявловский — 17; 

9. В. Евреинов — 11; 

10. В. Брон — 7; 

11. Д. Петров — 4; 

12—14. Т. Горгиев, Г. Надареишвили и В. Руденко — по 3; 

15. А. Копнин — 2; 

16. А. Беленький — 1; 

17—18. Ф. Бондаренко и А. Каковин — по ½.  
Лучшая композиция — Г. Каспарян.